# Riley 10
La 10 è un'autovettura di fascia medio-bassa prodotta dalla Riley dal 1915 al 1916.
La vettura aveva montato un motore a quattro cilindri in linea raffreddato ad acqua e valvole laterali da 1.096 cm³ di cilindrata. Il modello era disponibile con carrozzeria torpedo a quattro posti.
La 10 è stata sostituita, dieci anni dopo che la produzione terminò, dalla Riley 9.